# Cynolebias leptocephalus
Cynolebias leptocephalus är en fiskart som beskrevs av Wilson José Eduardo Moreira da Costa och Brasil, 1993. Cynolebias leptocephalus ingår i släktet Cynolebias och familjen Rivulidae. Inga underarter finns listade i Catalogue of Life.